# Медал за участие в Европейската война (1915-1918)
Медал за участие в Европейската война 1915 – 1918 е специален възпоменателен медал на Царство България, посветен на участието в Първата световна война. Учреден е с Височайши указ №9 от 1933 година, с който е учреден и Медал за участие в Балканските войни (1912-1913).
Раздава се на военни лица за „Дела и заслуги“, служили в Българската армия по време на Първата световна война. А също и на лица с особен принос, като доброволци, санитари, граждански лекари, медицински сестри, журналисти и други. Медалът се получава и от близки на загинали в сражения от войната, а и на чужденци отговарящи на горе изброените условия.
На аверса на медала е изобразен герба на Царство България, заобиколен от лаврови и дъбови клонки, поставен на два кръстосани с върховете нагоре мечове. На реверса са изобразени годините „1915 – 1918“ и венец от житни, лаврови и дъбови листа, символизиращи Мизия, Македония и Тракия.
Медалът се носи отлявата страна на гърдите, като лентата на отличието е в два варианта – триъгълна за мъже и във вид на панделка за жени. Лентите биват червени, кантирани от двете страни с бяла и зелена ивица. Връчените на цивилни се отличават с бяла ивица по средата, а тези на роднини на загинали с черна ивица по средата. Медалът има и миниатюра за всекидневно носене.
Медалът е изработван в Германия и Швейцария и изпращан на няколко партиди в България. От него са връчени около 50 000 бройки на българи и 199 000 на чужденци, предимно германци и австрийци, и унгарци.